# Zahora
Zahora je monotipski biljni rod otkriven i opisn 2019. godine. Jedina je vrst Zahora ait-atta iz marokanske Sahare
Ime vrste dolazi po velikoj berberskoj plemenskoj konfederaciji Ait Atta (Aït Atta).

## Opis
Zahora ait-atta Lemmel & M.Koch, nova vrsta iz marokanske Sahare, opisana je i dokumentirana i predstavlja monotipski novi rod. Novi takson pripada plemenu Brassiceae (Brassicaceae), a citogenetske i filogenetske analize otkrivaju da ova diploidna vrsta ima udaljen status miocenskog podrijetla na sjeverozapadu pustinje Sahare. Ispitane su morfološke razlike između morfološki srodnih rodova i dane su  fotografije nove vrste. Novi bi rod mogao igrati ključnu ulogu u budućim istraživanjima usjeva Brassica - Raphanus budući da se filogenetski nalazi u osnovi generički vrlo raznolike klade uključujući Raphanus sativus i pokazuje afinitete prema raznim vrstama roda Brassica.